# ايست هيريفورد (كيبك)
ايست هيريفورد (بالإنجليزية: East Hereford, Quebec)‏ هي بلدية محلية في كيبيك تقع في كندا في Coaticook Regional County Municipality. يقدر عدد سكانها بـ 306 نسمة ومساحتها 73.30 كم2 .